# 75 Pułk Piechoty (austro-węgierski)

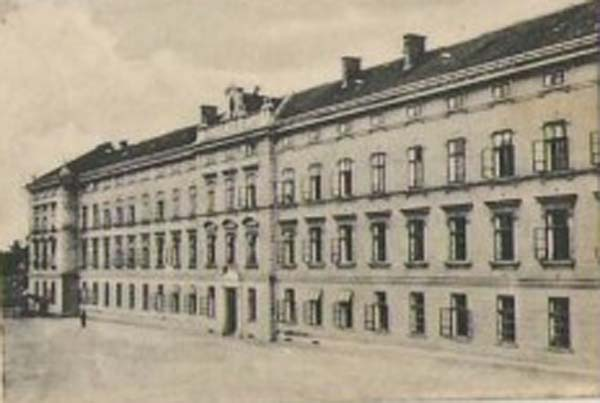
Koszary piechoty w Jindřichův Hradcu

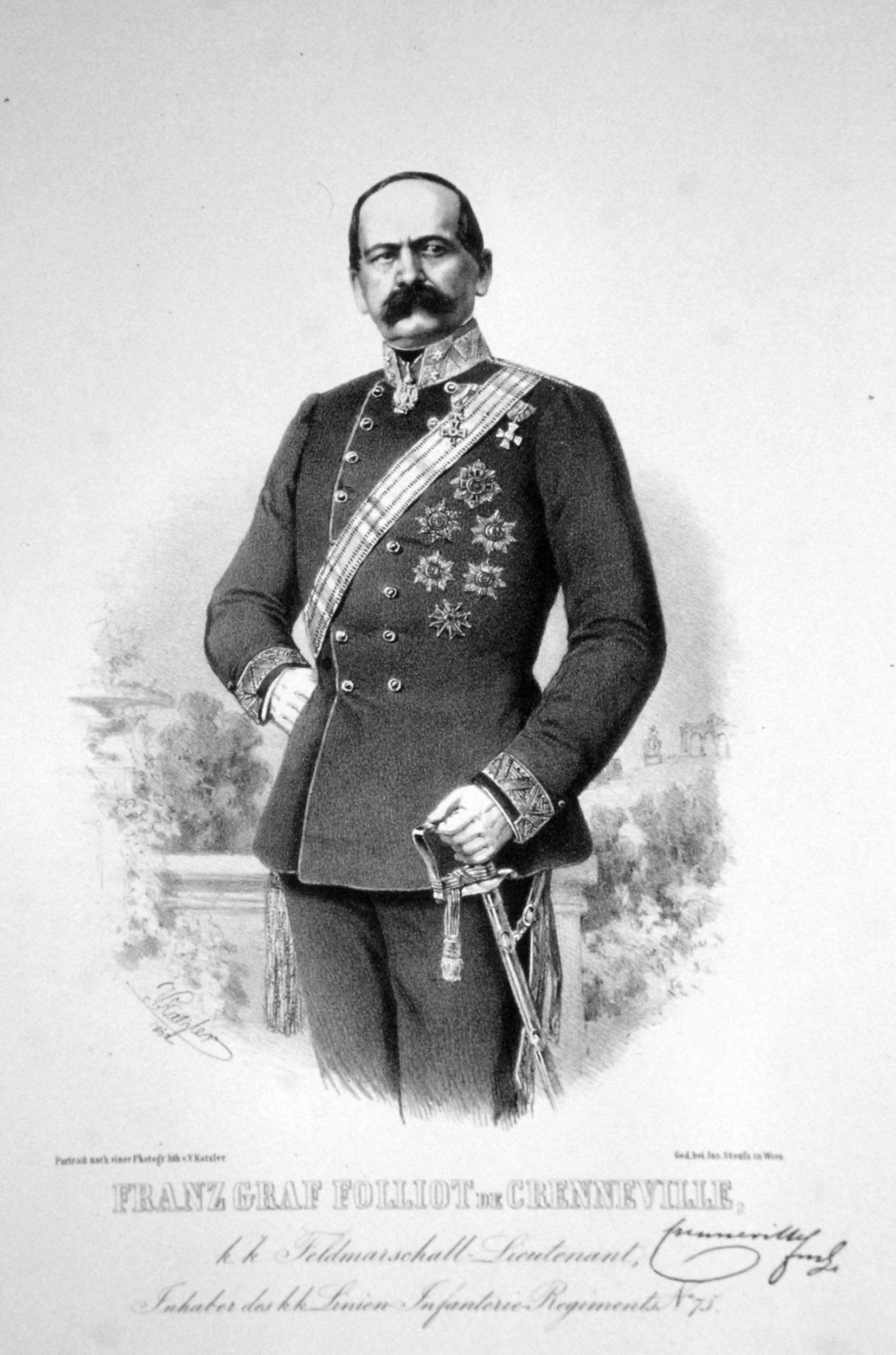
Szef pułku FZM Franz Folliot de Crenneville

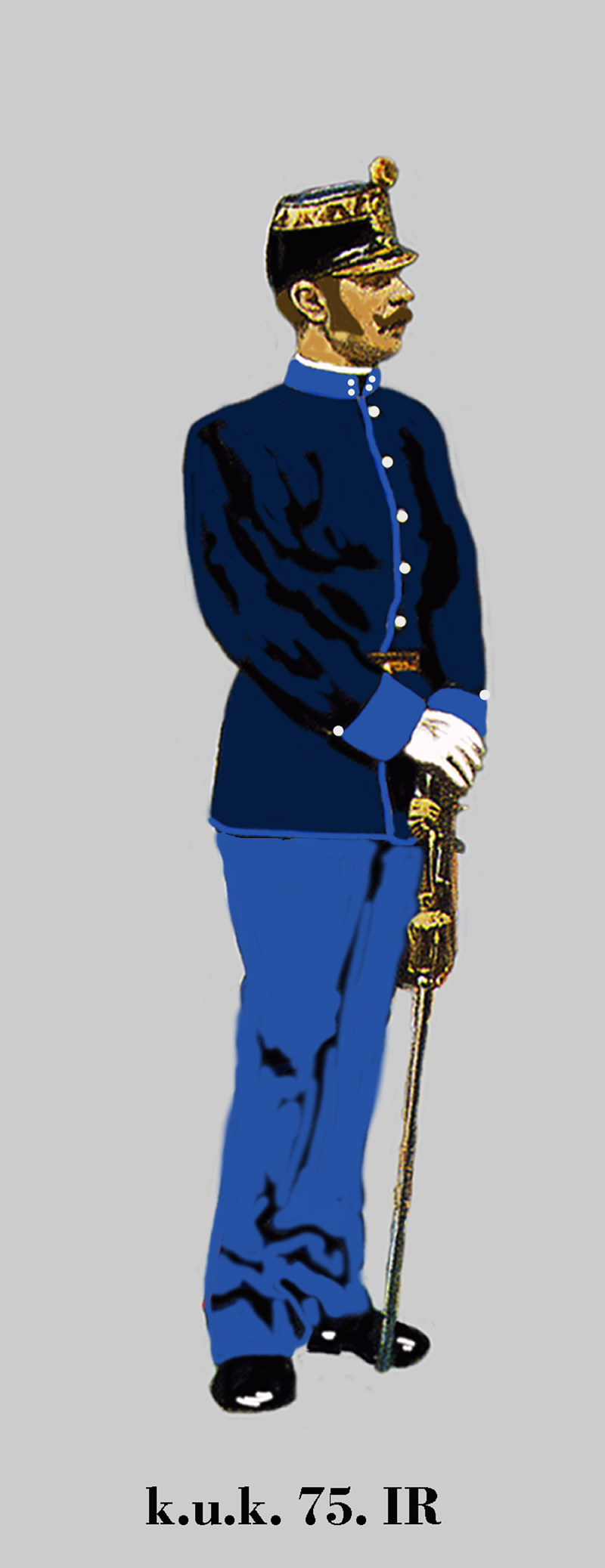
Porucznik IR. 75 w mundurze paradnym

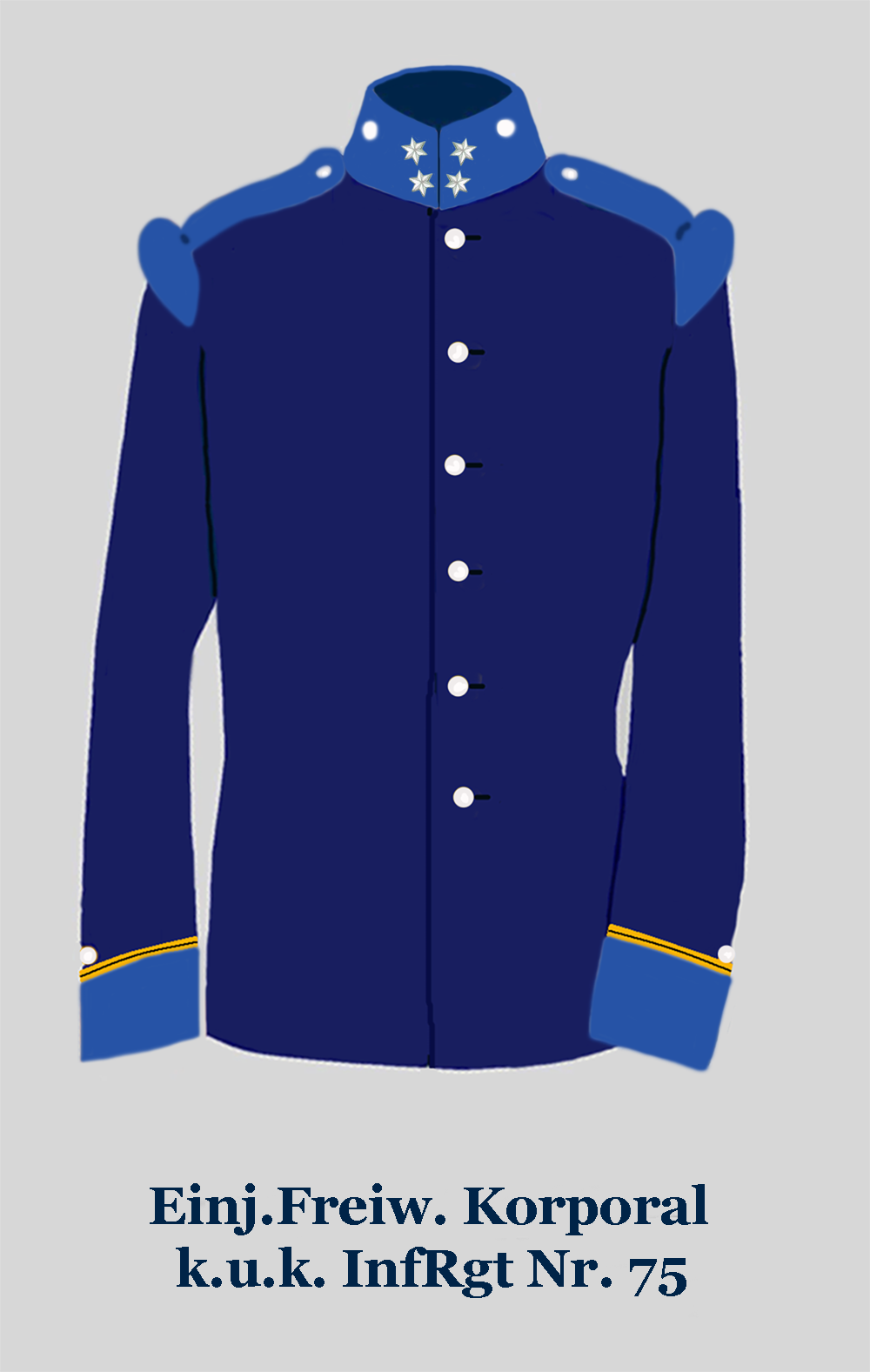
Kurtka munduru kaprala IR. 75

Czeski Pułk Piechoty Nr 75 (niem. Böhmisches Infanterieregiment Nr. 75) – pułk piechoty cesarskiej i królewskiej Armii.

## Historia pułku
Pułk został utworzony 1 lutego 1860 roku w Jindřichův Hradec (niem. Neuhaus) z połączenia trzech batalionów wyłączonych z Liniowych Pułków Piechoty Nr: 11, 18 i 21. 
Okręg uzupełnień nr 75 Neuhaus na terytorium podporządkowanym Generalnej Komendzie Krajowej dla Czech (1 Korpus Armijny) w Pradze, a od 1883 roku na terytorium 8 Korpusu.
Swoje święto pułk obchodził 24 czerwca w rocznicę bitwy pod Custozą stoczonej w 1866 roku.
Pierwszym Szefem pułku był FZM Franz Folliot de Crenneville (1860 – †22 VI 1888), a po nim kolejni królowie Danii: Chrystian IX (1888 – †29 I 1906) i Fryderyk VIII (1906 – †14 V 1912).
Kolory pułkowe: jasnoniebieski (lichtblau), guziki srebrne.
W 1866 roku sztab pułku został przeniesiony z Neuhaus do Wiednia.
W latach 1869–1874 sztab pułku stacjonował w Josephstadt, natomiast komenda rezerwowa i stacja okręgu uzupełnień w Neuhaus.
W 1874 roku sztab pułku został przeniesiony do Pragi.
W 1897 roku komenda pułku razem z 1. i 3. batalionem stacjonowała w Neuhaus, 4. batalion w Trzeboniu (niem. Wittingau), a 2. batalion był detaszowany do m. Crkvice położonej na terytorium ówczesnej Komendy Wojskowej Zara. Pułk (bez 2. batalionu) wchodził w skład 38 Brygady Piechoty należącej do 19 Dywizji Piechoty, natomiast detaszowany 2. batalion był podporządkowany komendantowi 94 Brygady Piechoty.
W latach 1903–1905 komenda pułku razem z 2. i 4. batalionem stacjonowała w Neuhaus, 1. batalion w Wittingau, a 3. batalion w Pradze. Cały pułk nadal wchodził w skład 38 Brygady Piechoty.
W latach 1906–1908 pułk stacjonował w Pradze z wyjątkiem 3. batalionu, który pozostawał w Neuhaus. Cały pułk nadal wchodził w skład 38 Brygady Piechoty. W 1908 roku pułk (bez 1. batalionu został podporządkowany komendantowi 37 Brygady należącej do 19 Dywizji Piechoty, natomiast 1. batalion został detaszowany do Doboju na terytorium 15 Korpusu i włączony w skład 12 Brygady Górskiej należącej do 48 Dywizji Piechoty.
W latach 1910–1911 komenda pułku razem 3. i 4. batalionem stacjonowała w Neuhaus, 2. batalion w Pradze, a 1. batalion w Doboju.
W latach 1912–1914 pułk stacjonował w Salzburgu, na terytorium 14 Korpusu, z wyjątkiem 3. batalionu, który pozostawał w pułkowym okręgu uzupełnień, w Neuhaus. 
Pułk (bez 3. batalionu) wchodził w skład 6 Brygady Piechoty należącej do 3 Dywizji Piechoty, natomiast 3. batalion był podporządkowany komendantowi 38 Brygady Piechoty należącej do 19 Dywizji Piechoty.
Skład narodowościowy w 1914 roku 79% – Czesi, 20% – Niemcy.
Na początku listopada 1918, po rozpadzie Austro-Węgier, batalion zapasowy pułku został przetransportowany koleją z Debreczyna do Jindřichův Hradec.
W czasie I wojny światowej w szeregach pułku walczył między innymi chor. Marian Jadwiński.

## Komendanci pułku
- płk Friedrich von Mondel (1860[1] – 1867 → komendant 1 Brygady 9 Dywizji)
- płk Karl von Tegetthoff (1867 – 1872 → komendant 1 Brygady 6 Dywizji)
- płk Ignaz Sehmitt von Kehlau (1872 – 1876 → komendant 29 Brygady Piechoty)
- płk Alexander Kuhn von Kuhnenfeld (1876 – )
- płk Ottokar Haas ( – 1900 → komendant 32 Brygady Piechoty)
- płk Florian von Weywara (1900 – 1905 → komendant 48 Brygady Piechoty)
- płk Arnold Münzel (1905 – 1910 → komendant 2 Brygady Górskiej)
- płk Josef Teisinger von Tüllenburg (1910 – 1912 → komendant 48 Brygady Piechoty)
- płk Franz Wiedstruck (1912 – 1914[2])